# Zinkpyrithion
Zinkpyrithion of pyrithionzink is een coördinatiecomplex van zink en pyrithion (1-hydroxy-2-pyridinethion), dat een brede schimmelwerende en antibacteriële werking heeft. Het is een bijna wit poeder, zo goed als onoplosbaar in water. Het is een veel gebruikt ingrediënt in antiroos-shampoos, die 1 tot 2 procent zinkpyrithion bevatten. In combinatie met koper(I)oxide wordt het ook gebruikt in aangroeiwerende verf. Verder is het een conserveermiddel in vele hygiënische en cosmetische producten, plastics, verven en vloeistoffen voor metaalbewerking.